# Rodrigo Riquelme
Rodrigo Riquelme Reche (* 2. April 2000 in Madrid), auch bekannt als Roro, ist ein spanischer Fußballspieler, der als Flügelspieler bei Betis Sevilla unter Vertrag steht.

## Karriere

### Verein
Der in Madrid geborene Riquelme kam 2010 im Alter von zehn Jahren in die Jugend von Atlético Madrid, nachdem er zuvor für Rayo Vallecano und Real Saragossa gespielt hatte. Sein Debüt in der ersten Mannschaft – und in La Liga – gab Riquelme am 1. September 2019, als er beim 3:2-Heimsieg gegen SD Eibar spät im Spiel für Thomas Lemar eingewechselt wurde.
Am 1. Oktober 2020 wechselte Riquelme auf Leihbasis für eine Saison zum englischen Erstligisten AFC Bournemouth, wobei Bournemouth die Option hatte, ihn dauerhaft zu verpflichten. Sein Debüt für den Verein gab er als Einwechselspieler beim 1:1 gegen Cardiff City im Cardiff City Stadium. Sein erstes Tor für Bournemouth erzielte er am 31. Oktober 2020 beim 1:1-Unentschieden gegen Derby County. Nach einem Tor in 16 Einsätzen in der Liga entschied sich der Verein am Ende der Saison gegen eine feste Verpflichtung von Riquelme.
Am 30. August 2021 wechselte Riquelme auf Leihbasis für die Saison 2021/22 zu CD Mirandés in die Segunda División, wo er in der Saison acht Tore und 12 Assists erzielte und regelmäßig zum Einsatz kam. Nach der Saison verlängerte er seinen Vertrag bei Atlético Madrid bis zum Jahre 2028 und wurde für die Saison 2022/23 an den Primera-División-Aufsteiger FC Girona verliehen. Sein erstes Tor in der Primera División erzielte er am 2. Oktober 2022 bei der 3:5-Heimniederlage von Girona gegen Real Sociedad San Sebastián.
Zur Saison 2025/26 wechselte Riquelme zum Ligakonkurrenten Betis Sevilla.

### Nationalmannschaft
Riquelme gab sein Debüt für die U21-Auswahl Spaniens am 25. März 2022 bei einem 8:0-Sieg gegen Litauen in der Qualifikation für die U-21-Europameisterschaft 2023.
Am 16. November 2023 lief er gegen Zypern in der EM-Qualifikation erstmals für die A-Nationalmannschaft seines Landes auf.